# Чепино (село)
Вижте пояснителната страница за други значения на Чепино.
Чепино е село в Западна България. То се намира в община Ковачевци, област Перник.

## География
Село Чепино се намира в планински район.